# 高知県道265号大川土佐線
高知県道265号大川土佐線（こうちけんどう265ごう おおかわとさせん）は、高知県土佐郡大川村から土佐郡土佐町に至る一般県道である。

## 概要
土佐郡大川村井野川から土佐郡土佐町土居に至る。路線の大部分が高知県道17号本川大杉線・吉野川と並行している。

### 路線データ
- 起点：土佐郡大川村井野川（高知県道17号本川大杉線交点）
- 終点：土佐郡土佐町土居（国道439号交点）

## 路線状況

### 重複区間
- 高知県道・愛媛県道6号高知伊予三島線（土佐郡大川村中切 - 土佐郡土佐町南川）
- 高知県道17号本川大杉線（土佐郡土佐町境）

### 道路施設

#### 橋梁
- 吉野川橋（吉野川、土佐郡大川村）
- 南川橋（瀬戸川、土佐郡土佐町）

#### トンネル
- 南越トンネル：延長759 m、1973年（昭和48年）竣工、土佐郡土佐町

## 地理

### 通過する自治体
- 高知県
  - 土佐郡大川村 - 土佐郡土佐町

### 交差する道路
| 交差する道路                                     | 市町村名 | 市町村名 | 交差する場所 | 交差する場所 |
| ------------------------------------------------ | -------- | -------- | ------------ | ------------ |
| 高知県道17号本川大杉線                           | 土佐郡   | 大川村   | 井野川       | 起点         |
| 高知県道・愛媛県道6号高知伊予三島線 重複区間起点 | 土佐郡   | 大川村   | 中切         |              |
| 高知県道・愛媛県道6号高知伊予三島線 重複区間終点 | 土佐郡   | 土佐町   | 南川         |              |
| 高知県道17号本川大杉線 重複区間起点              | 土佐郡   | 土佐町   | 境           |              |
| 高知県道17号本川大杉線 重複区間終点              | 土佐郡   | 土佐町   | 境           |              |
| 国道439号 高知県道16号高知本山線 重複            | 土佐郡   | 土佐町   | 土居         | 終点         |

### 沿線
- 吉野川
- 大川村立大川小中学校
- 土佐町立森小学校
- 早明浦ダム
- 土佐町役場